# Paragomphus rusticatus
Paragomphus rusticatus är en trollsländeart som först beskrevs av Fraser 1928.  Paragomphus rusticatus ingår i släktet Paragomphus och familjen flodtrollsländor. Inga underarter finns listade i Catalogue of Life.